# 阿根廷樹鬚鯰
阿根廷樹鬚鯰，為輻鰭魚綱鯰形目毛鼻鯰科的其中一種，為熱帶淡水魚，分布於南美洲阿根廷西部淡水流域，體長可達2.8公分，棲息在底層水域。